# فرودگاه بین‌المللی نیاگارا فالز
 فرودگاه بین‌المللی نیاگارا فالز (به انگلیسی: Niagara Falls International Airport) یک فرودگاه همگانی و نظامی بهره‌برداری هوایی (۲۰۰۶) با کد یاتا IAG است که یک باند فرود آسفالت دارد و طول باند آن ۱۵۸۲ متر است. این فرودگاه در کشور ایالات متحده آمریکا قرار دارد و در ارتفاع ۱۸۰ متری از سطح دریا واقع شده است.

## شرکت‌های هواپیمایی و مقصدهای پروازی

### مسافری
| شرکت‌های هواپیمایی    | مقصدهای پروازی                                                                  |
| -------------------- | ------------------------------------------------------------------------------- |
| الیجنت ایر           | اورلندو سنفورد، شهرستان شارلوت، سن پترزبورگ-کلیرواتر فصلی: فورت لادردیل–هالیوود |
| Spirit Airlines      | فورت لادردیل–هالیوود، اورلاندو فصلی: میرتل بیچ                                  |
| Via Air              | فصلی: ملی آمریکا                                                                |
| میامی ایر اینترنشنال | فصلی: نشویل، گرندرپیدز، میشیگان                                                 |